# Buket Alakuş
Buket Alakuş (* 1. Juli 1971 in Istanbul, Türkei) ist eine deutsche Filmregisseurin und Autorin.

## Leben
Alakuş zog als Kind mit ihren Eltern von Istanbul nach Hamburg. Sie beendete 1995 an der Hochschule für Bildende Künste Berlin ihr Studium als Kommunikationswirtin mit Abschluss. Im selben Jahr verwirklichte sie ihren ersten Kurzfilm namens Martin, gefolgt von einem Filmregiestudium am Institut für Theater, Musiktheater und Film der Universität Hamburg bei Hark Bohm, das sie bis 1998 absolvierte. Während dieser Zeit realisierte sie mehrere Kurzspielfilme, die bei diversen Filmfestivals ausgezeichnet wurden, darunter 1996 Schlüssel, für den sie beim Festival Mondial du Cinéma des Courts Métrages in Belgien als „Beste Weibliche Hauptdarstellerin“ geehrt wurde. Ihr erster abendfüllender Spielfilm, Anam („Meine Mutter“) aus dem Jahr 2001, wo sie erstmals als Drehbuchautorin und Filmregisseurin in Erscheinung trat, wurde mehrfach mit Preisen ausgezeichnet. Für Buch und Regie ihres Zweitwerks Eine andere Liga von 2005 wurde sie mit dem Grimme-Preis geehrt.
Im Europäischen Jahr des interkulturellen Dialogs 2008 engagierte sich Buket Alakuş als Botschafterin in Deutschland. Ziel der Kampagne der Europäischen Kommission war es, die Menschen in allen 27 EU-Ländern über die Vorteile von Vielfalt zu informieren und sie für einen interkulturellen Austausch zu begeistern.

## Filmografie
- 1995: Martin (Kurzfilm)
- 1996: Schlüssel (Kurzfilm)
- 1997: Tango (Kurzfilm)
- 1998: Kismet (unvollendet, Kurzfilm)
- 2001: Anam
- 2005: Eine andere Liga
- 2006: Freundinnen fürs Leben
- 2008: Finnischer Tango
- 2013: Einmal Hans mit scharfer Soße
- 2015: Die Neue (Fernsehfilm)
- 2016: Der Hodscha und die Piepenkötter (Fernsehfilm)
- 2017: Eine Braut kommt selten allein (Fernsehfilm)
- 2020: Tatort: Es lebe der König!
- 2022: Harter Brocken: Das Überlebenstraining

## Auszeichnungen
Mit ihren Filmen hat Alakuş mehrere Preise gewonnen:
- Preis für das beste Drehbuch beim Festival Donne in Corto Transeuropeo (1999)
- Geneva Europe Grand Prize (2001)
- Camel Active Independent Award for Genuine Filmmaking (2001)
- Publikumspreis Heinrich beim Braunschweiger Film Festival (2001)
- Otto-Sprenger-Preis (2002)
- Young CIVIS media prize (2003)
  - Mitglied in der CIVIS-Medienpreis-Jury (2006)
- Adolf-Grimme-Preis für Buch und Regie von Eine andere Liga (2008)
- Publikumspreis beim Festival des deutschen Films für Finnischer Tango (2008)